# فاطمة سامورا
فاطمة سامبا ضيوف سامورا (بالفرنسية: Fatma Samoura)‏ ( ولدت سنة 1962 في السنغال )
أول سيدة تشغل منصب الأمين العام للإتحاد الدولي لكرة القدم وقد تم الإعلان عن ذلك بتاريخ 13 مايو 2016، وقامت باستلام مهامها بتاريخ 20 يونيو 2016، وذلك بعد أن اجتازت اختبار فحص الأهلية بتاريخ 14 يونيو 2016. تنتمي إلى أسرة مسلمة.

## دراستها
حصلت السيدة سامورا على درجة الماجستير في اللغتين الإنجليزية والإسبانية من جامعة ليون، كما حصلت أيضاً على درجة لما بعد الماجستير في العلاقات الدولية/التجارة الدولية من معهد الدراسات العليا المتخصصة في ستراسبورج في فرنسا.

## عملها
- عملت في برنامج الأغذية العالمي التابع للأمم المتحدة في مايو 1995 في روما كموظفة في قسم اللوجستيات.[3][5]
- عُيِّنت ممثلة لبرنامج الأغذية العالمي والمديرة القُطرية في جمهورية جيبوتي بين 2000 و2005.[3]
- شغلت منصب ممثلة برنامج الأغذية العالمي والمديرة القُطرية في الكاميرون بين 2005 و 2007.[3][8]
- عملت كنائبة لمنسق الشؤون الإنسانية في مكتب الأمم المتحدة لتنسيق المساعدات الإنسانية في شرق تشاد بين عامي 2007 و 2009،[9] والنيجر بين يوليو وأكتوبر لعام 2010.[3]
- شغلت منصب ممثلة برنامج الأغذية العالمي والمديرة القُطرية في غينيا من عام 2009 إلى عام 2010.[3]
- عملت كمنسقة مقيمة للأمم المتحدة وممثلة مقيمة لبرنامج الأمم المتحدة الإنمائي في مدغشقر من أكتوبر 2010 إلى يناير 2016.[3]
- قبل بدء عملها في الاتحاد الدولي لكرة القدم يوم 20 يونيو 2016، قضت السيدة سامورا الجزء الأول من العام في منصب المنسقة المقيمة للأمم المتحدة / منسقة الشؤون الإنسانية والممثلة المقيمة لبرنامج الأمم المتحدة الإنمائي في نيجيريا.[3][5]

وقبل انضمامها للأمم المتحدة, قضت السيدة سامورا ثمانية أعوام في القطاع الخاص في مجال تجارة الأسمدة في شركة Senchim التابعة لشركة الصناعات الكيماوية السنغالية. وتركزت مسؤولياتها على برامج تصدير واستيراد المنتجات، والعطاءات، وتأسيس شبكة توزيع محلية.

## انجازاتها
- في مسيرة مهنية ارتبطت بالعمل الإنساني في الأمم المتحدة على مدى 21 عاماً،[3][7][4] نجحت السيدة سامورا في إطلاق وإدارة العديد من البرامج الإنمائية والإنسانية في جميع أنحاء العالم، حيث استفادت بلدان في أفريقيا ،آسيا ،أمريكا اللاتينية وأوروبا من مهاراتها في إدارة البرنامج والعمليات.[3]
- ساعدت من خلال روحها القيادية وبُعد نظرها في تمكين المرأة والشباب وتغيير حياة العديد من الناس وحماية البيئة.[3]
- ساعدت عدداً من البلدان في مواجهة مختلف التحديات الاجتماعية والسياسية والاقتصادية والإنسانية والأمنية وعلى مستوى حقوق الإنسان كذلك.[3]
- عملت على توفير الدعم والتوجيه إلى فريق يتكون من سبع وكالات مختلفة للأمم المتحدة وأكثر من 40 منظمة غير حكومية دولية التي تعمل في شرق تشاد وذلك للعمل مع اللاجئين من إقليم دارفور الذي تمزقة الصراعات.[9]

## حياتها الشخصية
متزوجة ولديها ثلاثا من الأبناء.

## اللغات
تتحدث السيدة فاطمة 4 لغات هي الفرنسية ،الإنجليزية ،الإيطالية والاسبانية.